# Aphistina
Aphistina är ett släkte av tvåvingar. Aphistina ingår i familjen rovflugor.
Kladogram enligt Catalogue of Life:
| Aphistina | \| \| Aphistina balabacensis \| \| \| \| \| \| Aphistina partita \| \| \| \| |
|           | \| \| Aphistina balabacensis \| \| \| \| \| \| Aphistina partita \| \| \| \| |
|           | Aphistina balabacensis                                                       |
|           |                                                                              |
|           | Aphistina partita                                                            |
|           |                                                                              |